# Fehérszemű rigótimália
A fehérszemű rigótimália (Turdoides reinwardtii) a madarak osztályának verébalakúak (Passeriformes) rendjébe és a Leiothrichidae családjába tartozó faj.

## Rendszerezése
A fajt William John Swainson angol ornitológus írta le 1831-ben, a Crateropus nembe Crateropus reinwardii néven.

## Alfajai
- Turdoides reinwardtii reinwardtii (Swainson, 1831)
- Turdoides reinwardtii stictilaema (Alexander, 1901)[2]

## Előfordulása
Afrikában, Benin, Burkina Faso, Kamerun, a Közép-afrikai Köztársaság, Csád, a Kongói Demokratikus Köztársaság, Elefántcsontpart, Gambia, Ghána, Guinea, Bissau-Guinea, Mali, Niger, Nigéria, Szenegál, Sierra Leone és Togo területén honos. 
A természetes élőhelye a trópusi és szubtrópusi lombhullató erdők és cserjések, valamint mocsarak, tavak, folyók és patakok környéke. Állandó, nem vonuló faj.

## Megjelenése
Testhossza 26 centiméter, testtömege 69–91 gramm.
|  |

## Életmódja
Rovarokkal és bogyókkal táplálkozik.